# Borgia (komiks)
Borgia – seria komiksowa autorstwa chilijsko-francuskiego scenarzysty Alejandra Jodorowsky'ego i włoskiego rysownika Mila Manary, wydana pierwotnie po francusku latach 2004–2010 przez wydawnictwa Albin Michel (tomy 1. i 2.) i Glénat (tomy 3. i 4.). Po polsku opublikowało ją wydawnictwo Taurus Media.

## Treść
Seria opowiada o papieskim rodzie Borgiów, a jej akcja rozgrywa się w Rzymie na przełomie XV i XVI wieku. Ukazuje intrygi, zbrodnie i namiętności targające rodziną. Scenarzysta w luźny sposób podchodzi do wydarzeń historycznych, skupiając się na erotyce, bogato ilustrującej ten komiks.

## Tomy
| Tom | Tytuł i rok wydania polskiego | Tytuł i rok wydania oryginalnego |
| --- | ----------------------------- | -------------------------------- |
| 1   | Krew dla papieża (2006)       | Du sang pour le pape (2004)      |
| 2   | Władza i grzech (2007)        | Le pouvoir et l'inceste (2006)   |
| 3   | Płomienie stosu (2008)        | Les flammes du bûcher (2008)     |
| 4   | Wszystko marność (2010)       | Tout est vanité (2010)           |